# حلية (مذيخرة)

تعديل مصدري - تعديل

حلية محلة تابعة لقرية المزهر، التابعة لعزلة المزهر بمديرية مذيخرة إحدى مديريات محافظة إب في الجمهورية اليمنية، بلغ تعداد سكانها 245 حسب تعداد اليمن لعام 2004.